# (7705) Humeln
(7705) Humeln (1993 FU7) – planetoida z pasa głównego asteroid okrążająca Słońce w ciągu 3,67 lat w średniej odległości 2,38 j.a. Odkryta 17 marca 1993 roku.